# Choco-Story (Nueva York)
Choco-Story New York: The Chocolate Museum and Experience with Jacques Torres es un museo sobre la historia de la fabricación del chocolate. Está relaciaondo con Jacques Torres Chocolate, un chocolate fabricante, mayorista y minorista, cuya tienda insignia se encuentra en el recinto.
Situado en el barrio Hudson Square de Manhattan, el museo está en el espacio anteriormente ocupado por la fábrica de Jacques Torres, la cual ha sido trasladado a un espacio mucho mayor en Brooklyn. El museo muestra los artefactos relacionados con la historia de la elaboración de chocolate, tales como la cerámica y los cuchillos que se remontan a la época de los mayas en el 3500 A.C., y los elementos utilizados en el chocolate de consumo, tales como 1750 de la copa española hecha con cáscara de coco y plata. También hay demostraciones de elaboración de chocolata y degustaciones, mostrando cómo se hacen bombones y chocolate caliente tradicional mexicano. Hay una zona de juegos para los niños, donde pueden cavar en busca de "artefactos" relacionados con el chocolate o jugar con una tienda de chocolate y cocina. También se ofrecen clases para adultos.
La idea para el museo fue presentado a Jacques Torres por Eddy Van Belle, que previamente había creado varios museos Choco-Story en Bélgica, Francia y México. Este es el quinto museo. Fue inaugurado el 7 de marzo de 2017.